# Lurio
Lurio is een geslacht van spinnen uit de familie springspinnen (Salticidae).

## Soorten
De volgende soorten zijn bij het geslacht ingedeeld:
- Lurio conspicuus Mello-Leitão, 1930
- Lurio crassichelis Berland, 1913
- Lurio lethierryi (Taczanowski, 1872)
- Lurio solennis (C. L. Koch, 1846)